# Stanisław Rzewuski (historyk filozofii)
Stanisław Rzewuski herbu Krzywda, pseud.: Stanisławski Stanisław, (ur. 24 czerwca 1806 w Wiedniu, zm. 2 lipca 1831 w Krakowie) – badacz literatury i filolog, historyk filozofii i filozof, historyk i wojskowy.

## Życiorys
Syn Wacława Seweryna – Emira, podróżnika i orientalisty i Aleksandry Franciszki z Lubomirskich, artystki i pisarki. Był starszym bratem Leonsa (Leona). Dzieciństwo spędził w Wiedniu i Opolu Lubelskim. Pierwsze nauki pobierał w Wiedniu, a następnie z bratem Leonem studiował (1822/1823-1823/1824) na uniwersytecie w Paryżu, gdzie w roku 1824 uzyskał doktorat filozofii. Do kraju powracał przez Niemcy, Austrię i Czechy. W Warszawie uczęszczał (1824/1825-1825/1826) do tamtejszej Szkoły Aplikacyjnej Artylerii i Inżynierii. W roku 1827 otrzymał stopień podporucznika w stacjonującej w Grójcu 1. lekkiej kompanii artylerii pieszej Królestwa Polskiego. Z powodu przebytego wcześniej zapalenia płuc, był wielokrotnie urlopowany i wyjeżdżał na leczenie do wód.
W roku 1828 (nie w 1831 jak podaje pamiętnik jego matki) poślubił Józefę Walicką (secundo voto Zdzisławową Zamoyską).
W roku 1829 otrzymał przydział do służby w Arsenale i zamieszkał w Warszawie. Zmarł w wieku zaledwie 25 lat, w Krakowie 2 lipca 1831.

## Twórczość
Napisał m.in.: utwór De la poésie lyrique et en particulier de Jean Kochanowski, lyrique polonais. (ThsLe pour le doctorat Ls lettres) (Paryż, 1824) i ważną rozprawę: Myśli o zastosowaniu fizjologii do historii, mianowicie polskiej (1830).

### Ważniejsze utwory
1. De ionica philosophia commentatio, Paryż 1824 "Academia Parisiensis, Facultas Litterarum"
2. De la poésie lyrique et en particulier de Jean Kochanowski, lyrique polonais..., Paryż 1824 "Académie de Paris. Faculté des Lettres"; przekł. polski: Rys rozprawy o poezji lirycznej... z uwagami Tytusa P. (Potockiego), "Dziennik Warszawski" t. 3 (1826)
3. Wiadomość o fabryce prochu w Nissie, Warszawa 1829[1]
4. Myśli o zastosowaniu fizjologii do historii, mianowicie polskiej, "Pamiętnik Fizyki, Matematyki i Statystycznych Umiejętności" 1830 i odb.[2]

### Listy i materiały
1. Do J. Buczyńskiego 19 listów z lat 1826-1828, rękopis: Ossolineum, sygn. 5738/I
2. Zapiski i wspomnienia z podróży przez Niemcy, Austrię i Czechy w 1824, omówił i fragmenty ogł. P. P. (Popiel), "Przegląd Powszechny" t. 22, zeszyt 1 (1889)
3. Projekt zarządu m. Warszawy przez gubernatora wojennego, 1831; ogł. S. Barzykowski w: Historia powstania listopadowego, Poznań 1884.